# Ставковик штрихуватий
Ставковик штрихуватий (Colymbetes striatus) — вид жуків родини плавунців (Dytiscidae).

## Поширення
Палеарктичний вид. Поширений в Європі (крім південних країн та Британських островів) та Північній Азії.